# Hachim Mastour
Hachim Mastour er en professionel fodboldspiller fra Italien. Han blev født den 15. juni 1998 i Italien/Reggio Emilia. Han spiller for AC Milan. På banen spiller han offensiv midtbane, men kan også spille angriber eller højre fløj. Han har været udlejet til PEC Zwolle i Holland samt Malaga CF i Spanien.

## Landsholdet
Mastour har (pr. april 2018) spillet én kamp for Marokkos landshold.